# Encyclopedia of Ukraine
Encyclopedia of Ukraine (slovensko Enciklopedija Ukrajine, ukrajinsko Енциклопедія українознавства, latinizirano: Encyklopedija ukrajinoznavstva) je temeljno delo ukrajinskih študij, ustvarjeno pod okriljem Znanstvenega društva Ševčenko v Evropi (Sarcelles, blizu Pariza). Encyclopedia of Ukrainian Studies je sestavljena iz dveh delov, splošnega dela (1949-1952), ki vključuje tri zvezke, in slovarskega dela (1955–89), ki vključuje 10 zvezkov. V Ukrajini izhaja od leta 1991.
Volodimyr Kubijovič je bil glavni urednik Zvezkov I. in II. (objavljena leta 1984 oziroma 1988). Zaključni trije zvezki z glavnim urednikom Danilom Husarjem Strukom so izšli leta 1993.

## Internet Encyclopedia of Ukraine
Internet Encyclopedia of Ukraine je brezplačna spletna enciklopedija v angleškem jeziku, ki zajema široko paleto tem o Ukrajini, vključno z njeno zgodovino, prebivalstvom, geografijo, gospodarstvom, kulturo itd. Ko bo končan bo IEU postal najbolj verodostojen in celovit internetni vir v angleščini o Ukrajini in Ukrajincih. Junija 2020 je vseboval približno 6000 zapisov in 5000 ilustracij..